# Кстово – Дзержинськ (пропіленопровід)
Кстово – Дзержинськ (пропіленопровід) – продуктопровід у Нижньогородській області Росії.  
Введений в експлуатацію у 1981 році, сполучив крекінг-установку, яка виробляє пропілен та знаходиться у місті Кстово, з потужним центром хімічної промисловості в Дзержинську. Первісно він забезпечував сировиною належне до заводу органічного скла виробництво ацетону та фенолу, яке використовувало кумольний метод. На тлі краху планової економіки це виробництво сатном на середину 1990-х зупинилось, втім, з 2004-го пропілен у Дзержинську споживає завод «Акрилат», який використовує його для продукування акролеїну (що в свою чергу потрібний для випуску акрилової кислоти).
Довжина продуктопроводу, виконаного в діаметрі 219 мм, складає 52 км. Транспортування пропілену здійснюється у зрідженому стані.
Варто також відзначити, що в одному коридорі з пропіленопроводом прямує етиленопровід Кстово – Дзержинськ.